# Osztawa
Osztawa (bułg. Ощава) – wieś w południowo-zachodniej Bułgarii, w obwodzie Błagojewgrad, w gminie Kresna. Według danych Narodowego Instytutu Statystycznego, 31 grudnia 2011 roku wieś liczyła 72 mieszkańców.

## Położenie
Przez Osztawę przepływa Diabelna rzeka. Na obszarze wsi znajdują się dwa źródła chłodnej wody mineralnej. Miejscowość znajduje się na drodze .

## Historia
W 1873 roku miejscowość posiadała 115 domostw i 380 mieszkańców. W 1900 roku według Wasiła Kynczowa wieś zamieszkiwało 1350 ludzi – wszyscy chrześijanie. W 1905 wybudowano szkołę podstawową, a mieszkańców było 1440. W czasie wojen bałkańskich do legionu Macedońsko-Adrianopolskiego wstąpiło 5 ochotników. W 1930 roku została zbudowana cerkiew Świętego Todora Tirona.

## Osoby związane z Osztawą
- Stojan Korastoiłow – rewolucjonista
- Jane Kostadinow – duchowny, rewolucjonista
- Georgi Markow – piłkarz
- Georgi Trendafiłow – uczestnik powstania Kresnensko-Razłożko